# STOXX Europe 600
 (février 2017).
Si vous disposez d'ouvrages ou d'articles de référence ou si vous connaissez des sites web de qualité traitant du thème abordé ici, merci de compléter l'article en donnant les références utiles à sa vérifiabilité et en les liant à la section « Notes et références ».
Le STOXX Europe 600 ou STOXX 600 est un indice boursier composé de 600 des principales capitalisations boursières européennes, conçu par STOXX. Son code ISIN est EU0009658202 et son code mnémonique est « SXXP ».
Cet indice a un nombre fixe de 600 composants, parmi lesquels les grandes sociétés capitalisées dans 17 pays européens, couvrant environ 90 % de la capitalisation boursière libre du marché boursier européen. Les pays qui composent l'indice sont l'Allemagne, l'Autriche, la Belgique, le Danemark, l'Espagne, la Finlande, la France, l'Irlande, l'Italie, le Luxembourg, la Norvège, les Pays-Bas, la Pologne, le Portugal, le Royaume-Uni, la Suède et la Suisse.
Des versions différenciant le secteur spécifique (banques, pétrole et gaz, foyers, etc.) sont également disponibles.

## Historique des performances annuelles
La création de l'indice est le 16 septembre 1998. Défini avec la valeur de 100 points le 31 décembre 1991, il est à son plus bas historique, à 157,97 points, le 9 mars 2009.
Performances annuelles calculées à la fin de décembre de chaque année.
| Année | Valeur | Performance |
| ----- | ------ | ----------- |
| 1998  | 279,20 | -           |
| 1999  | 379,49 | + 35,92 %   |
| 2000  | 359,79 | - 5,19 %    |
| 2001  | 298,73 | - 16,97 %   |
| 2002  | 201,72 | - 32,47 %   |
| 2003  | 229,31 | + 13,68 %   |
| 2004  | 251,02 | + 9,47 %    |
| 2005  | 310,03 | + 23,51 %   |
| 2006  | 365,26 | + 17,81 %   |
| 2007  | 364,64 | - 0,17 %    |
| 2008  | 196,90 | - 46,00 %   |
| 2009  | 253,16 | + 28,57 %   |
| 2010  | 275,81 | + 8,95 %    |
| 2011  | 244,54 | - 11,34 %   |
| 2012  | 279,68 | + 14,37 %   |
| 2013  | 328,26 | + 17,37 %   |
| 2014  | 342,54 | + 4,35 %    |
| 2015  | 365,81 | + 6,79 %    |
| 2016  | 361,42 | - 1,20 %    |
| 2017  | 389,18 | + 7,68 %    |
| 2018  | 337,65 | - 13,24 %   |
| 2019  | 415,84 | + 23,16 %   |
| 2020  | 399,03 | - 4,04 %    |
| 2021  | 487,80 | + 22,25 %   |
| 2022  | 424,89 | - 12,90 %   |
| 2023  | 479,02 | + 12,74 %   |